# Medline
Medline är en databas för vetenskapliga artiklar inom det medicinska fältet, som drivs av United States National Library of Medicine. Databasen omfattar bibliografiuppgifter med mer än 24 miljoner referenser som publicerats i över 5 200 vetenskapliga tidskrifter på numer omkring 40 språk; tidigare upp till omkring 60 språk. Från 1950-talet och framåt ingår ofta citeringar och sammanfattningar för forskningsartiklar inom det biomedicinska fältet, medan tidigare artiklar anges ofta enbart med uppgift om rubrik och författare.
Den kostnadsfria sökmotorn PubMed ger enkel tillgång till MEDLINE.